# King George Dixieland Stompers
King George Dixieland Stompers er et jazzband bestående af seks musikere fra rundt omkring i Danmark.
Bandet spillede sit første job den 17. november 1972 på Viborg Katedralskole, hvor bandet blev officielt og har dermed været på jazzscenen i over 50 år. Bandet tager udgangspunkt i traditionel jazz, men kommer omkring mange genre.
Orkesterbesætningen har ændret sig siden november 1972, hvor bandet bestod af 6 musikere, men 2 af de nuværende 6 medlemmer har mere end 35 års anciennitet i bandet. 
Sammenlagt har medlemmerne 90 års erfaring. 
I 2010 består King George Dixieland Stompers af:
- Flemming Nordenhof, trompet og sang
- Aage Hjortshøj, basun
- Poul Martin (Tristen) Grønnegaard, klarinet
- John Vinter, bas og tuba
- Carsten Thorsbach-Hansen, banjo
- Klaudiusz Horowitz, trommer

Musikkens karakter er vekslende. Bl.a.
Koncerter, 
Street-parades, 
Receptioner, 
Privatfester,
Fødselsdage, 
Bryllupper
Frokostjazz